# Biserka Jakovljević
Biserka Jakovljević rođena je u Vrnjačkoj Banji septembra 1972. godine, je poznati doktor i autor poznatih doktorskih publikacija.
Detinjstvo je provela sa babom i dedom, nakon njihove smrti seli se u Jagodinu kod svojih roditelja. U Jagodini završava osnovnu, a u Ćupriji srednju medicinsku školu. Na Filozofskom fakultetu Univerziteta u Beogradu studira na grupi za psihologiju i pedagogiju i 1995. godine dobija zvanje diplomirani pedagog. U studenskim danima posećuje časove joge kod Jasmine Puljo i vremenom postaje instruktor joge. Nakon završenih studija odlazi na postakademsku specijalizaciju u Holandiju i završava bazični trening art terapije. U Holandiji se susreće sa feng šujem koji počinje da izučava. Po povratku iz Holandije zapošljava se kao arhivista u Istorijskom arhivu u Jagodini. Ubrzo se udaje za pesnika i publicistu Milana Jakovljevića sa kojim dobija tri ćerke. 2003. godine zapošljava se u Gradskom centru za socijalni rad Jagodina na poslovima pedagoga. 2006. godine upisuje edukaciju iz sistemske porodične terapije u Porodičnom savetovalištu za brak i porodicu pri Gradskom centru za socijalni rad Beograd. 2007. godine izabrana je za direktora Gradskog centra za socijalni rad Jagodina. 2008. godine osniva Sigurnu kuću u Jagodini- prihvatilište za žrtve nasilja. 2012. godine dobija zvanje porodičnog psihoterapeuta. 2015. godine dobija zvanje master defektologa na Fakultetu za specijalnu edukaciju i rehabilitaciju Univerziteta u Beogradu, iste godine na ovom fakultetu upisuje i doktorske studije. 
Autor je i urednik više stručnih i naučnih publikacija. 
Stalni je kolumnista portala www.infocentrala.rs, rubrike Priče sa kauča, kao i strukovnog časopisa Glas centara, stručnog časopisa Socijalna misao i nedeljnika Novi Put.

## Objavljeni radovi
- Jovanović (udato Jakovljević), B., Jovanović, M. (1999) Povratak gimnazije 1990- 1998, Gimnazija „Svetozar Marković u Jagodini“1969- 1999, Knjiga 2, Jagodina: Gimnazija „Svetozar Marković“ u Jagodini
- Jakovljević, B (2014) Usluge socijalne zaštite namenjene odraslim licima u Jagodini, Zbornik apstrakta „Specijalna edukacija i rehabilitacija- Odrasle osobe sa invaliditetom“, Beograd: Univerzitet u Beogradu Fakultet za edukaciju i rehabilitaciju
- Jakovljević, B (2014) Primena aromaterapije u dnevnim boravcima za decu sa smetnjama u razvoju, Zbornik rezimea „Aktuelnosti u edukaciji i rehabilitaciji osoba sa smetnjama u razvoju“ Beograd: Resursni centar za specijalnu edukaciju
- Jakovljević, B (2015) Značaj i uloga pedagogije u sistemu socijalne zaštite, Zbornik radova „Savremeni izazovi u socijalnom radu- problemi i perspektive“ Beograd: Univerzitet Singidunum, Fakultet za medije i komunikaciju
- Jakovljević, B (2015) Primena joga vežbi u dnevnim boravcima za decu sa smetnjama u razvoju, Zbornik rezimea, Kragujevac: Društvo defektologa Srbije
- Jakovljević, B (2015) Razvoj usluga socijalne zaštite u lokalnoj zaštiti- iskustva iz Jagodine, Savremene tendencije u socijalnoj zaštiti- zbornik radova, Jagodina: Narodna biblioteka „Radislav Nikčević“ u Jagodini
- Savremene tendencije u socijalnoj zaštiti- zbornik radova, ( 2015), priredila: Biserka Jakovljević, Jagodina: Narodna biblioteka „Radislav Nikčević“ u Jagodini
- Jakovljević, B (2015) Fizičko kažnjavanje dece iz okvira sistemske porodične terapije, Socijalna misao- časopis za teoriju i kritiku socijalnih ideja i prakse, br.XXII, Beograd
- Jakovljević, B (2015) Koncepti realizacije usluga socijalne zaštite u Republici Srbiji, Saradnja sistema na zaštiti posebno osetljivih grupa, Niš: Univerzitet u Nišu Pravni fakultet[1]
- Jakovljević, B (2016) Sreća kao determinanta života- Kako osnažiti profesionalce da se oslobode toksičnih emocija na poslu? Zbornik rezimea, Društvo defektologa Srbije: Beograd
- Jakovljević, B (2016) Značaj rane intervencije kod dece sa cerebralnom paralizom, Beogradska defektološka škola, Univerzitet u Beogradu, Društvo defektologa Srbije, 22  (2):
- Psihoterapijski praktikum socijalne zaštite- monografska publikacija, (2017), priredila: Biserka Jakovljević, Jagodina: Narodna biblioteka „Radislav Nikčević“ u Jagodini[2]
- Jakovljević, B (2017) Primena narativnog okvira u radu sa depresivnim klijentom, Psihoterapijski praktikum socijalne zaštite- monografska publikacija, Narodna biblioteka „Radislav Nikčević“ u Jagodini.